# FlatOut: Ultimate Carnage
FlatOut: Ultimate Carnage é um jogo eletrônico de corrida e ação desenvolvido pela Bugbear Entertainment e publicado pela Empire Interactive, sendo o terceiro jogo da franquia iniciada por FlatOut. O jogo foi anunciado em 1 de fevereiro de 2007 e uma demonstração foi lançada no Xbox Live Marketplace no dia 19 de julho de 2007.FlatOut: Ultimate Carnage foi primeiramente lançado para Xbox 360 no dia 22 de julho de 2007, tendo sido portado para PlayStation Portable sob o nome FlatOut: Head On em 12 de março de 2008 e para Windows em agosto do mesmo ano. É uma recriação do jogo Flat Out 2 que apresenta gráficos melhorados, ao menos dois novos carros, novas corridas e o modo "carnage", no qual o jogador possui um dado tempo e deve destruir o maior número de carros possível.

## Jogabilidade
Ultimate Carnage apresenta novos tipos de corrida, como um no qual o jogador faz pontos dependendo do quão longe consegue ir com uma bomba presa no carro e outro em que ganha pontos ao destruir o cenário ou outros carros. Há também um novo modo, o chamado "Carnage", no qual o jogador disputa corridas e desafios do modo stunt (presente no jogo antecessor, o objetivo desse modo é arremessar o personagem para fora do carro e cumprir desafios) com um certo tempo e número mínimo de pontos que deve fazer ao destruir elementos do cenário ou outros carros de oponentes. Os carros estão mais detalhados do que em Flat Out 2 graças ao emprego de novas tecnologias, em que cada carro é feito de até 40 partes separáveis.
O modo single player suporta até 11 carros controlados pela Inteligência artificial. Um novo formato multiplayer também está incluído. Esse formato funciona no sistema Games for Windows – Live. A função LAN não está disponível, diferente de outros títulos da franquia.

## Recepção
As versões de Xbox 360 e computador receberam críticas "favoráveis" de acordo com o Metacritic, com média de 80/100 e 79/100, respectivamente. Já a versão de PSP recebeu críticas "médias", marcando 74/100. Maurice Branscombe, da revista australiana Hyper, elogiou a aparência e jogabilidade do título, embora não tenha gostado da trilha sonora e declarado que "os tempos de carregamento do jogo são muito longos".  No Japão, Famitsu deu uma nota de 27/40 para FlatOut: Ultimate Carnage.